# Cryptocellus goodnighti
Cryptocellus goodnighti är en spindeldjursart som beskrevs av Norman I. Platnick och Mohammad U. Shadab 1981. Cryptocellus goodnighti ingår i släktet Cryptocellus och familjen Ricinoididae. Inga underarter finns listade i Catalogue of Life.